# Brloh (Pardubicei járás)
Brloh település Csehországban, a Pardubicei járásban. Brloh Přelouč, Jankovice, Jedousov, Mokošín és Lipoltice településekkel határos. Lakosainak száma 228 fő (2024. január 1.).

## Népesség
A település lakosságának változását az alábbi diagram mutatja:
| Lakosok száma | 466  | 509  | 538  | 387  | 251  | 235  | 226  | 221  | 219  | 228  |
|               | 1869 | 1890 | 1921 | 1950 | 1980 | 2001 | 2017 | 2019 | 2022 | 2024 |